# Józef Klim

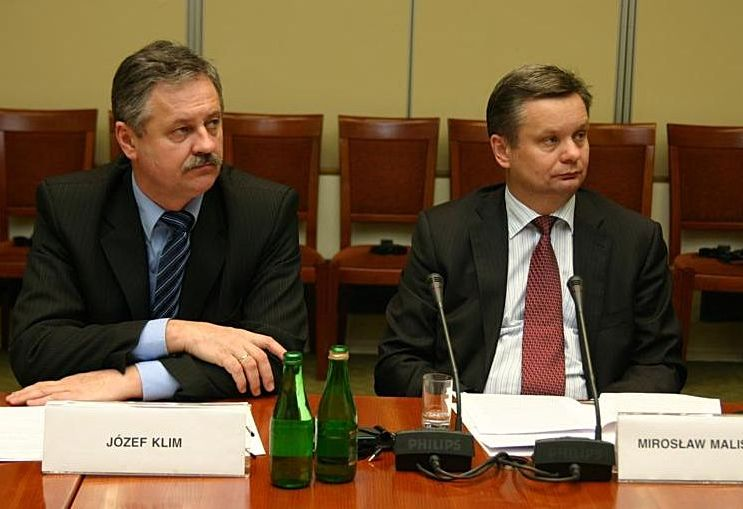
Józef Klim (z lewej) i Mirosław Maliszewski. Spotkanie komisji ds. rolnictwa parlamentów krajów Grupy Wyszehradzkiej w Sejmie (2008)

Józef Piotr Klim (ur. 19 października 1960 w Mońkach) – polski polityk i nauczyciel, poseł na Sejm V i VI kadencji.

## Życiorys
W 1983 ukończył studia na Wydziale Historii Filii Uniwersytetu Warszawskiego w Białymstoku.
Po ukończeniu studiów pracował jako nauczyciel historii w białostockich szkołach. W latach 1983–1984 pracował w Szkole Podstawowej nr 5, w latach 1984–1988 w Szkole Podstawowej nr 36, w latach 1988–1990 jako wicedyrektor w Szkole Podstawowej nr 44 i w latach 1990–1998 jako dyrektor w V Liceum Ogólnokształcącym. Od 1994 do 1998 zasiadał w radzie Białegostoku, będąc jej wiceprzewodniczącym. W 1998 pełnił funkcję wicewojewody białostockiego, a od 1999 do 2001 pierwszego wicewojewody podlaskiego. W 2002 był wicedyrektorem Centrum Edukacji Nauczycielskiej i ponownie radnym Białegostoku. W latach 2002–2005 pełnił funkcję zastępcy prezydenta Białegostoku.
W latach 1990–1994 działał w Unii Demokratycznej, następnie w Unii Wolności. W 2001 wstąpił do Platformy Obywatelskiej, był m.in. przewodniczącym regionu podlaskiego tej partii.
Z listy PO w wyborach parlamentarnych w 2001 bez powodzenia kandydował do Sejmu, a w wyborach w 2005 został wybrany na posła V kadencji w okręgu białostockim. W wyborach parlamentarnych w 2007 po raz drugi uzyskał mandat poselski, otrzymując 9938 głosów. W wyborach parlamentarnych w 2011, zdobywając 4992 głosy, nie uzyskał poselskiej reelekcji. W tym samym roku objął funkcję wiceprezesa zarządu PKS Białystok, z której zrezygnował w lutym 2015. W wyborach samorządowych w 2014 bezskutecznie kandydował do sejmiku podlaskiego.
Objął stanowisko dyrektora Akademickiego Liceum Ogólnokształcącego Politechniki Białostockiej.